# Enriquebeltrania disjuncta
Enriquebeltrania disjuncta là một loài thực vật có hoa trong họ Đại kích. Loài này được De-Nova & Sosa mô tả khoa học đầu tiên năm 2006.